# Erik Sparre Andersen

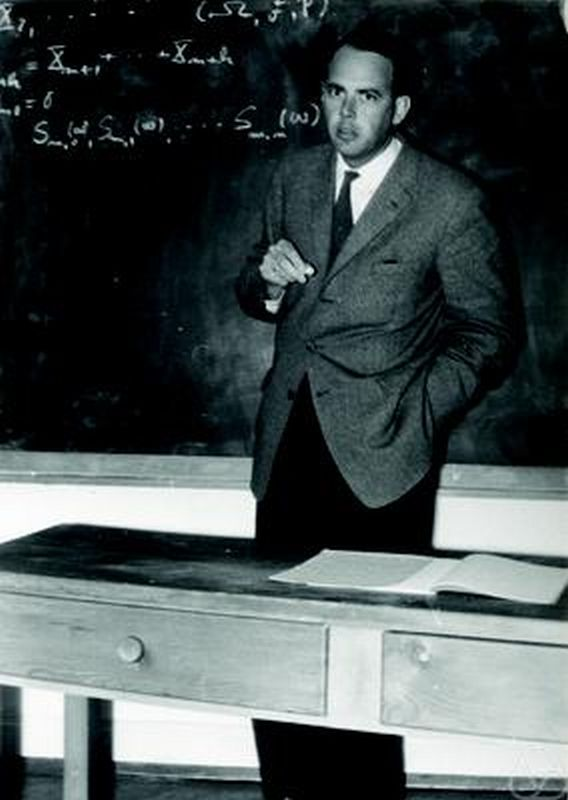
Andersen in Oberwolfach 1963

Erik Sparre Andersen (* 29. Dezember 1919; † 8. März 2003) war ein dänischer Mathematiker, der sich mit Wahrscheinlichkeitstheorie beschäftigte. Der Satz von Andersen-Jessen ist nach ihm benannt.
Andersen studierte an der Universität Kopenhagen, wo er im Jahr 1943 sein Diplom machte und 1955 promoviert wurde. Er war Professor an der Universität Aarhus und Mitglied der Königlich Dänischen Akademie der Wissenschaften.
Bekannt ist er für sein Arcsin-Gesetz der Fluktuation von Summen von Zufallsvariablen. Anschaulich drückt der Satz die Tatsache aus, dass es entgegen dem ersten Anschein wahrscheinlicher ist, dass die Summe der  Münzwürfe (Werte 1,-1 mit gleicher Wahrscheinlichkeit) sich die meiste Zeit in der Nähe der Extremwerte befindet statt beim Erwartungswert Null. Die Verteilungsfunktion ist die  Arcsin-Verteilung. Der Satz war von Paul Lévy bei Brownscher Bewegung veröffentlicht worden (1939) und von Mark Kac und Paul Erdős 1947. Andersen erkannte, dass dem Satz ein kombinatorisches Prinzip zugrunde liegt, was seine weite Anwendbarkeit erklärte. Die Beweise wurden später erheblich vereinfacht.

## Publikationen (Auswahl)
- Mit Børge Jessen, Some limit theorems on integrals in an abstract set, København: Munksgaard, 1946. OCLC 882482823
- Mit Børge Jessen, On the introduction of measures in infinite product sets, København, I kommission hos Munksgaard, 1948. OCLC 8752196
- Fluktuationer af summer af stokastiske variable, (deutsch Schwankungen von Summen stochastischer Variablen), København: J. Gjellerup, 1955. OCLC 8932283
- Mit dem United States. Air Force. Office of Scientific Research, Investigations on the validity of the arc-sine law, Washington D.C.: Office of Scientific Research, U.S. Air Force, 1960. OCLC 1103324700